# Ginger Huber
Ginger Huber (6 de diciembre de 1974) es una deportista estadounidense que compitió en saltos de gran altura. Ganó una medalla de plata en el Campeonato Mundial de Natación de 2013, en la prueba de 20 m.

## Palmarés internacional
| Campeonato Mundial | Campeonato Mundial | Campeonato Mundial | Campeonato Mundial |
| Año                | Lugar              | Medalla            | Prueba             |
| ------------------ | ------------------ | ------------------ | ------------------ |
| 2013               | Barcelona (España) | Medalla de plata   | 20 m               |